# قلعه مسگ
قلعه مسگ مربوط به دوره زند است و در شهرستان درمیان، روستای مسگ واقع شده و این اثر در تاریخ ۲۴ فروردین ۱۳۸۲ با شمارهٔ ثبت ۸۲۷۷ به‌عنوان یکی از آثار ملی ایران به ثبت رسیده است.